# Stiven Ful
Stiven Ful (engl. Stephen Full, rođen 13. novembra 1969. u Čikagu, Ilinois) američki je glumac, muzičar i komedijaš. Njegova najpoznatija uloga je Eš Tajler u seriji I'm in the Band. On takođe daje glas liku Stana u Diznijevoj seriji Dog With a Blog. 
Stiven je gost u dve epizode serije Hana Montana, pojavljuje se u 23. epizodi druge sezone serije Kasl, kao i u sedmoj epizodi treće sezone serije CSI: NY.

## Spoljašnje veze
- Stiven Ful на веб-сајту  (језик: енглески)